# Frontera entre Sèrbia i Albània
La frontera entre Sèrbia i Albània es la frontera internacional terrestre entre Albània i Sèrbia o Kosovo.

## Estatut
L'estatus de Kosovo no té consens a nivell internacional. Aquest es va separar de Sèrbia en 2008, però aquesta última no reconeix aquesta independència i ha considerat sempre a la zona com una província autònoma del seu propi territori.
Qualsevol que sigui l'estatut de Kosovo, aquest està situat entre Albània i la resta de Sèrbia: la frontera corre doncs íntegrament al llarg del seu territori. Si Kosovo fos reconegut com a independent per la comunitat internacional, llavors Albània i Sèrbia llavors no tindrien frontera comuna. De fet, Albània va reconèixer la independència de Kosovo el febrer de 2008.

## Traçat
La frontera està situada al nord-est d'Albània i al sud-oest tant de Kosovo com de Sèrbia. Comença al trifini que agrupa les fronteres albaneso-montenegrina i serbomontenegrina, a les proximitats del mont Maja e Jezercit (2.692 m) als Alps Dinàrics, fins a arribar al trifini d'Albània amb Macedònia i la frontera serbo-macedònia.

## Història
Les fronteres entre Sèrbia i Albània daten de la Primera Guerra Mundial, però eren bastant fluctuants des de la independència albanesa de l'Imperi Otomà en 1912. Les fronteres d'Albània i del Regne de Sèrbia van evolucionar llavors al fil dels conflictes. El traçat actual de la frontera remunta a 1945. En acabar la Segona Guerra Mundial, Albània sota el domini italià havia guanyat territoris sobre l'antic Regne de Iugoslàvia després de ser envaït per les forces de l'Eix en 1941, va tornar a les seves fronteres anteriors al conflicte.
La independència de Montenegro en 2006, va produir la dissolució de l'últim estat iugoslau a la regió (Sèrbia i Montenegro) i va crear una frontera específica amb Sèrbia. Tanmateix, el fet que Albània hagi reconegut la independència de Kosovo el 2008 ha comportat conflictes diplomàtics entre ambdós estats.